# Alte Kirche St. Ulrich (Unterschleißheim)

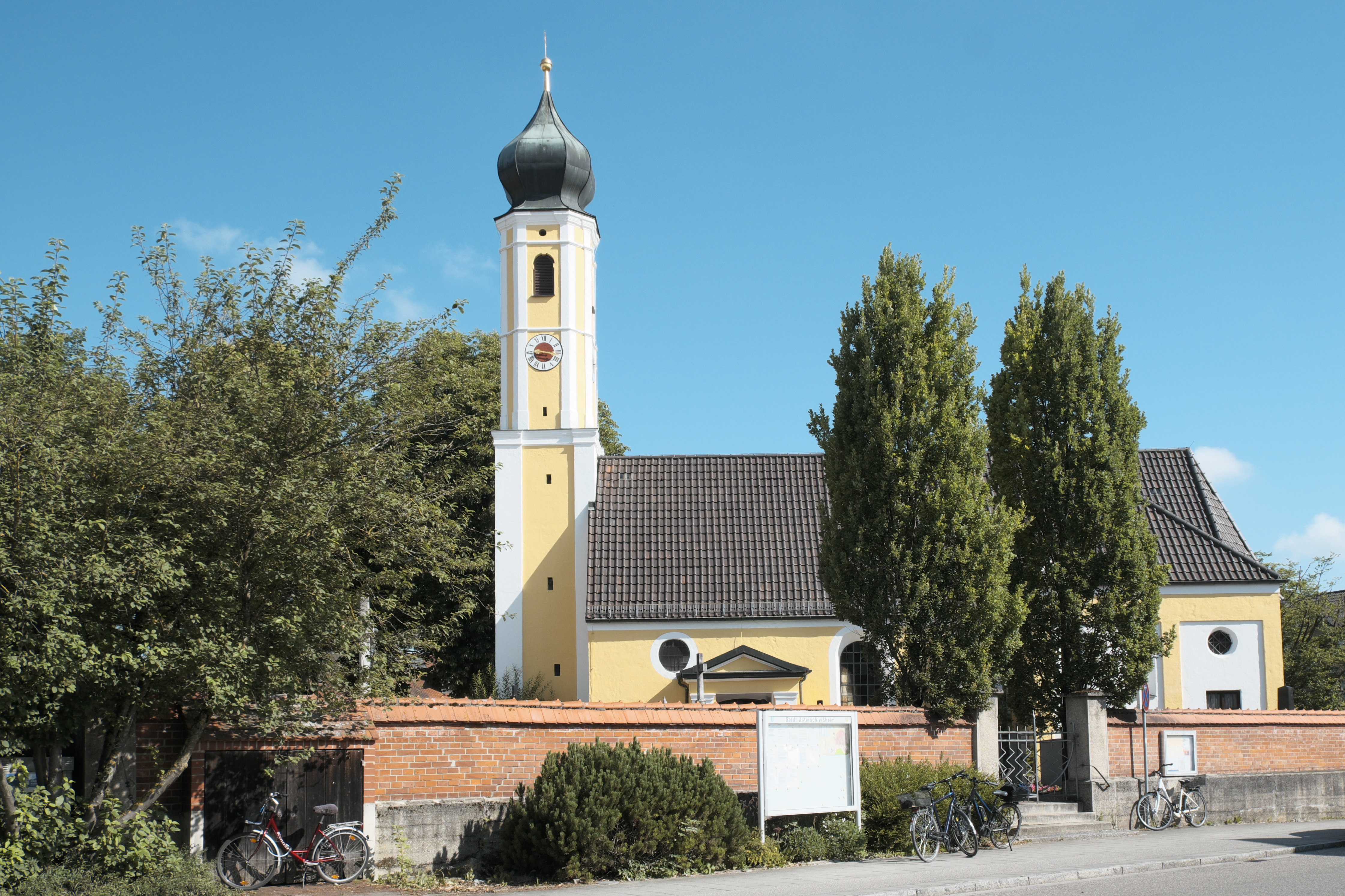
Alte Kirche St. Ulrich in Unterschleißheim

Die Alte Kirche St. Ulrich ist ein Kirchengebäude der römisch-katholischen Kirche in Unterschleißheim, einer oberbayerischen Stadt im Landkreis München.
Die Kirche ist dem heiligen Ulrich von Augsburg geweiht. Sie diente der Pfarrei St. Ulrich bis zum Bau der neuen Pfarrkirche St. Ulrich als Pfarrkirche und seither als Filialkirche. Das Bauwerk ist zusammen mit der den Kirchfriedhof umgebenden Friedhofsmauer als Baudenkmal in die Bayerische Denkmalliste eingetragen.

## Lage
Die Kirche liegt im historischen Ortskern von Unterschleißheim an der Hauptstraße. Ihre Orientierung weicht von der idealen Ostung etwa 12° nach Norden ab. Sie ist von einem Kirchfriedhof umgeben, der mit einer Mauer aus rotem Klinker eingefasst ist. Nördlich der Kirche liegt der Gasthof Alter Wirt.

## Geschichte
Die Baugeschichte der Kirche ist nicht ganz geklärt. Der spätgotische Vorgängerbau der Kirche wurde vermutlich um 1518 errichtet. Von ihm ist nur die südlich an den Chor angebaute Sakristei erhalten. Vermutlich im 17./18. Jahrhundert wurden Langhaus und Chor im Barockstil  umgebaut oder neu errichtet. 1856 wurde die Kirche erneut umgestaltet. Dabei erfolgte der Anbau der Seitenkapellen und des Glockenturms. Ein Blitzschlag verursachte 1951 einen Brand des Dachstuhls. Ein Großteil der Ausstattung konnte gerettet werden. Anschließend erfolgte eine Wiederherstellung der Kirche.  Eine weitere grundlegende Restaurierung wurde ab 1976 durchgeführt.

## Architektur

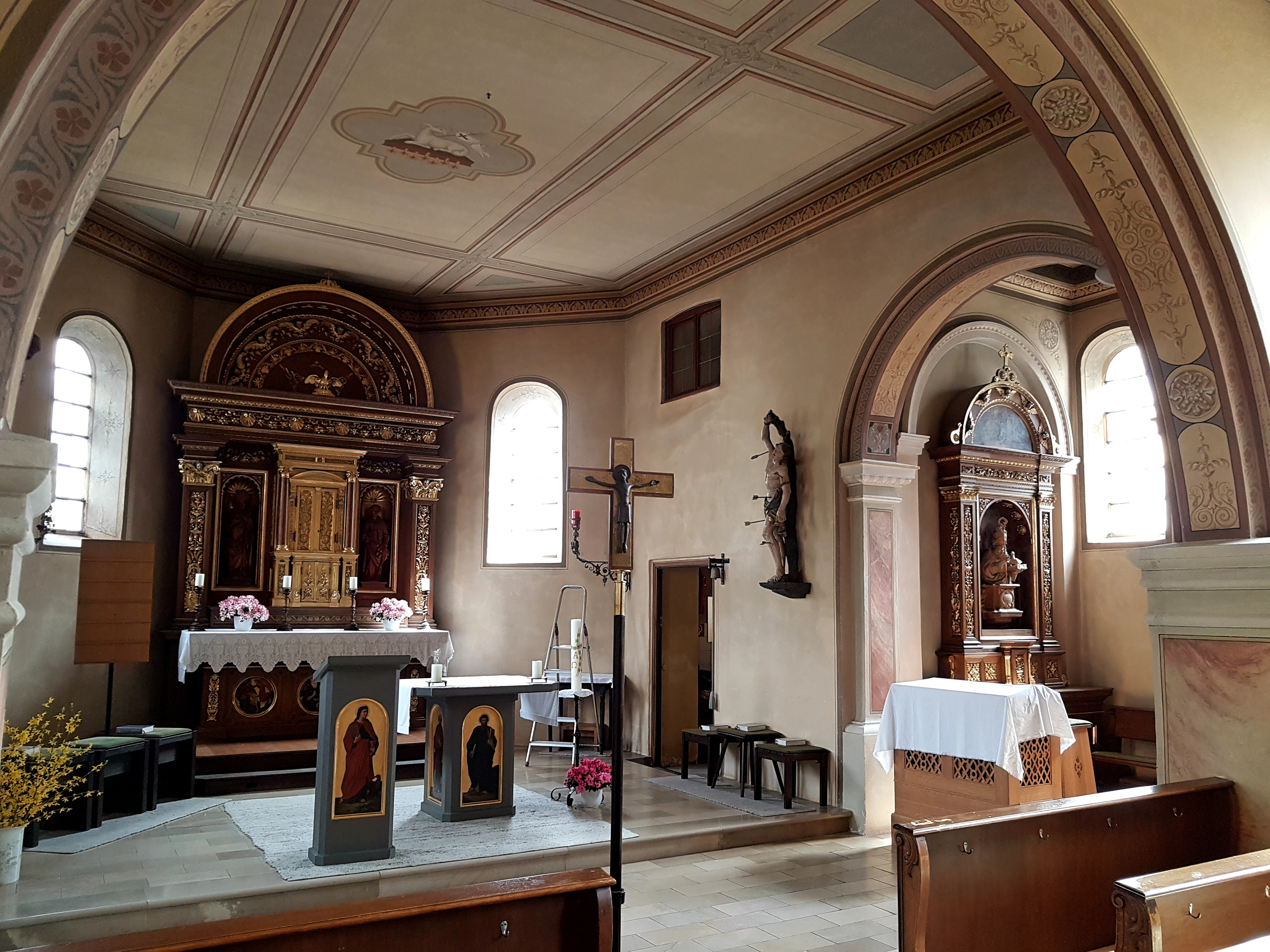
Chor und Seitenkapelle

Das Kirchengebäude ist etwa 20 Meter lang und 8 Meter breit und trägt ein Satteldach. Im Osten endet es in einem Dreiachtelschluss. Im Westen ist ihm ein Glockenturm vorgesetzt, der bis knapp oberhalb des Dachfirsts einen quadratischen Grundriss von etwa 3 Meter Seitenlänge hat. Darüber folgt ein achteckiger Aufbau, der eine Zwiebelhaube trägt.

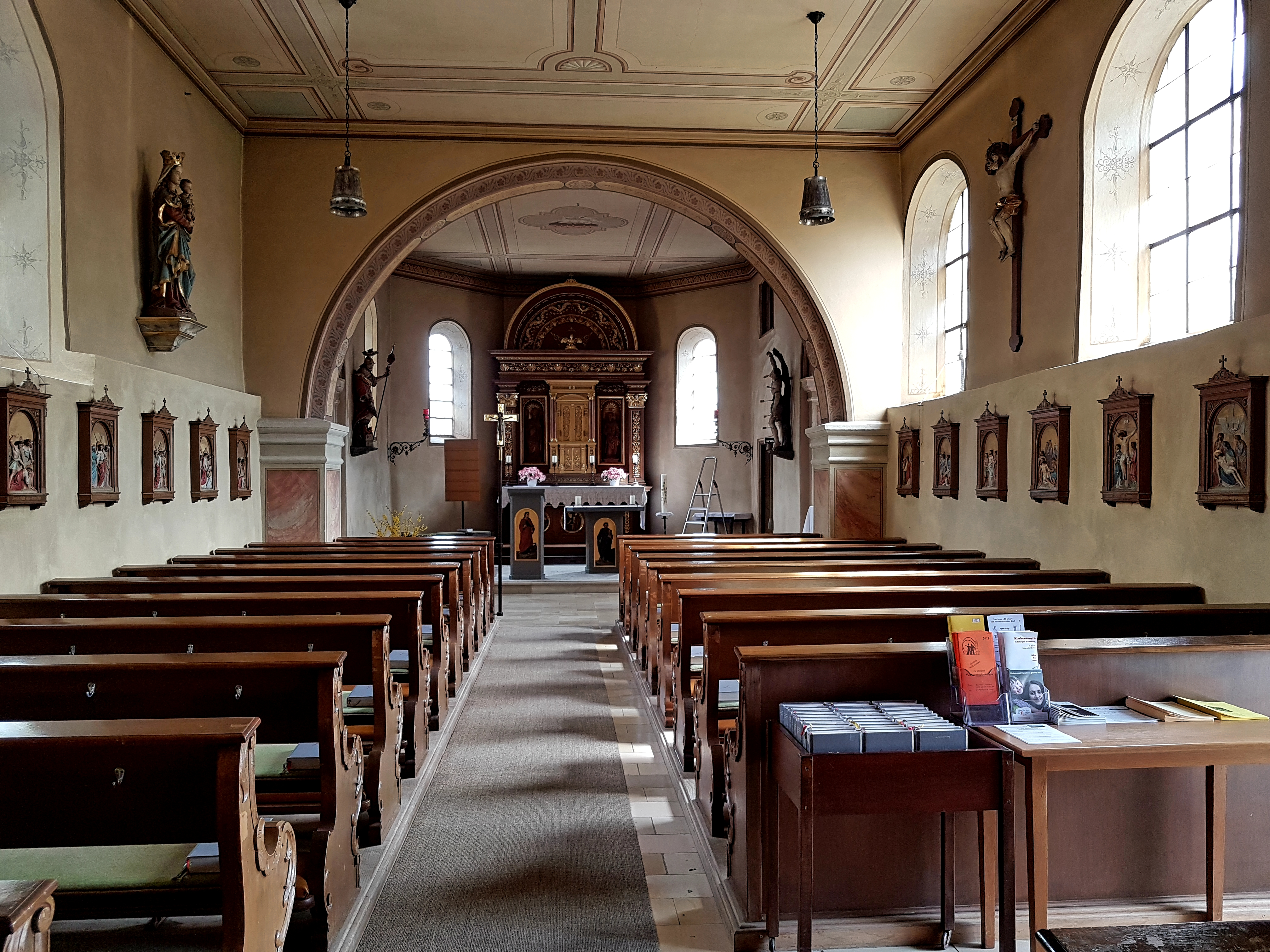
Innenraum nach Osten

Im östlichen Drittel hat die Kirche zwei Anbauten mit Walmdach. Ein schmalerer Anbau auf der Nordseite enthält eine Kapelle, ein breiterer Anbau auf der Südseite eine weitere Kapelle und die Sakristei.
Im Inneren ist St. Ulrich eine einschiffige Saalkirche mit einer Flachdecke. Ein Chorbogen trennt das Langhaus von dem Chor, der genau so breit ist wie das Langhaus. Hinter dem Chorbogen erweitern zwei Kapellen den Kirchenraum zur Seite hin nach Art eines Querschiffs. Dahinter folgt der Altarraum mit Volks- und Hochaltar. Eine Türe in der südlichen Chorwand führt zu der Sakristei.

## Ausstattung
Die Altäre stammen aus der Zeit um 1893. Der Tabernakel des im Chorschluss stehenden Hochaltars hat einen hohen, von Säulen begrenzten Tabernakelaufsatz. Auf beiden Seiten davon stehen in Nischen Figuren der Heiligen Ulrich und Stephanus. Es sind Holzschnitzereien aus dem frühen 16. Jahrhundert, deren ursprüngliche Bemalung entfernt wurde. Seitlich ist das Altarretabel durch Pilaster mit korinthischen Kapitellen begrenzt. Nach oben ist es durch ein Gesims abgeschlossen, über das sich ein Altaraufsatz mit Rundgesims erhebt. Auf dem Gesims steht über dem Tabernakel eine vergoldete Figur des Heiligen Geists in der Gestalt einer Taube.
Die beiden Seitenaltäre stehen in den seitlich an das Schiff angebauten Kapellen. Ähnlich wie der Hochaltar sind ihre Retabel seitlich durch Pilaster begrenzt und nach oben durch ein Gesims mit rundem Altaraufsatz. Der in der nördlichen Kapelle stehende Seitenaltar zeigt eine Figurengruppe der Heiligen Familie und im Auszug ein Gemälde der Krönung Mariens. Der in der südlichen Kapelle stehende Seitenaltar zeigt eine Büste des heiligen Martin von Tours.
Zu der weiteren Ausstattung gehören ein Hochrelief des heiligen Valentin aus der Zeit um 1510/20, eine Pietà aus der 2. Hälfte des 18. Jahrhunderts, im Chor Figuren der Heiligen Sebastian und Florian, an der rechten Langhauswand ein Kruzifix und ihm gegenüber an der linken Langhauswand eine Muttergottesstatue, die Maria mit dem Jesuskind zeigt, ein entlang beiden Langhauswänden angebrachter Kreuzweg und eine Orgel auf der Orgelempore.

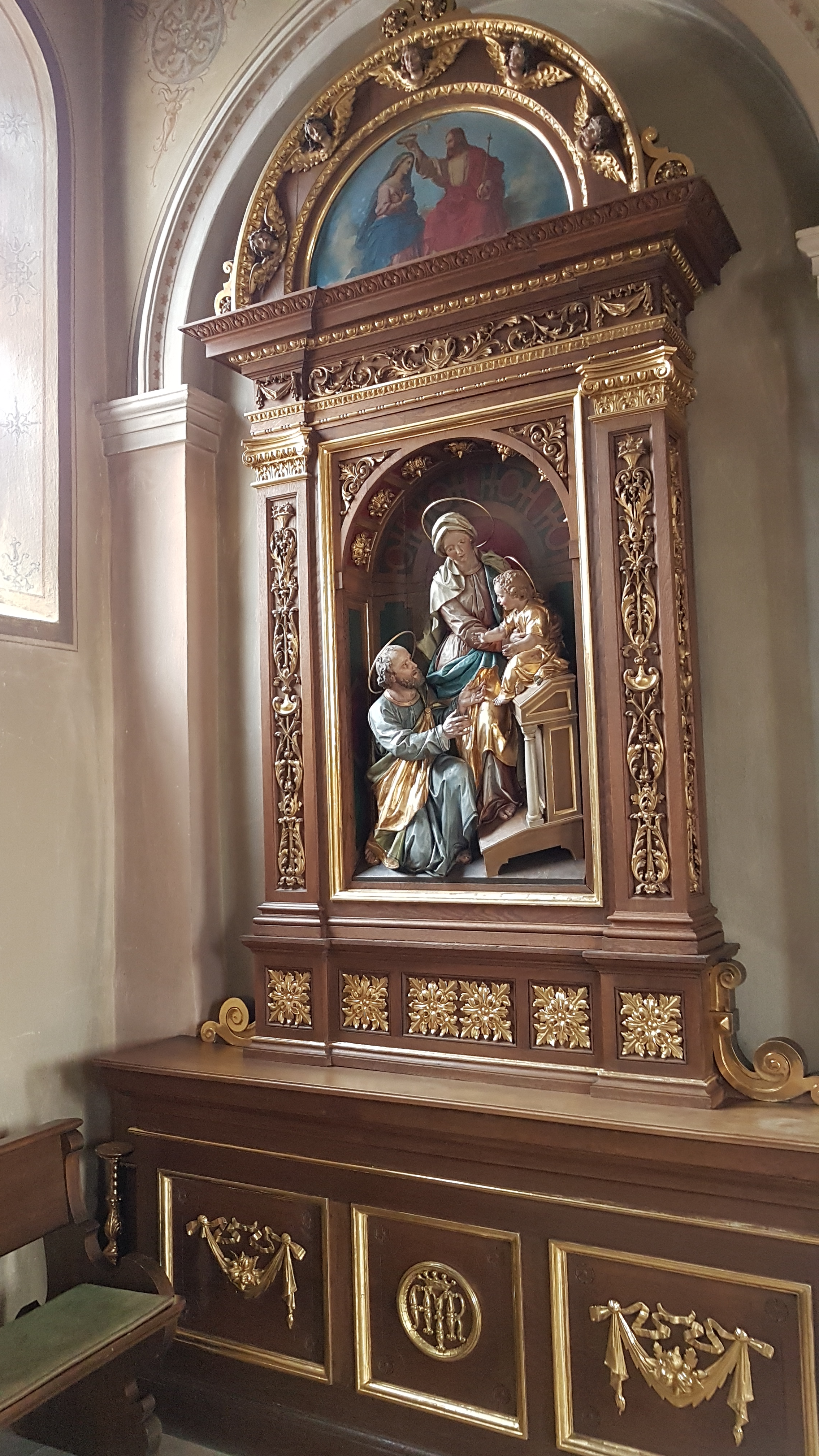
Seitenaltar
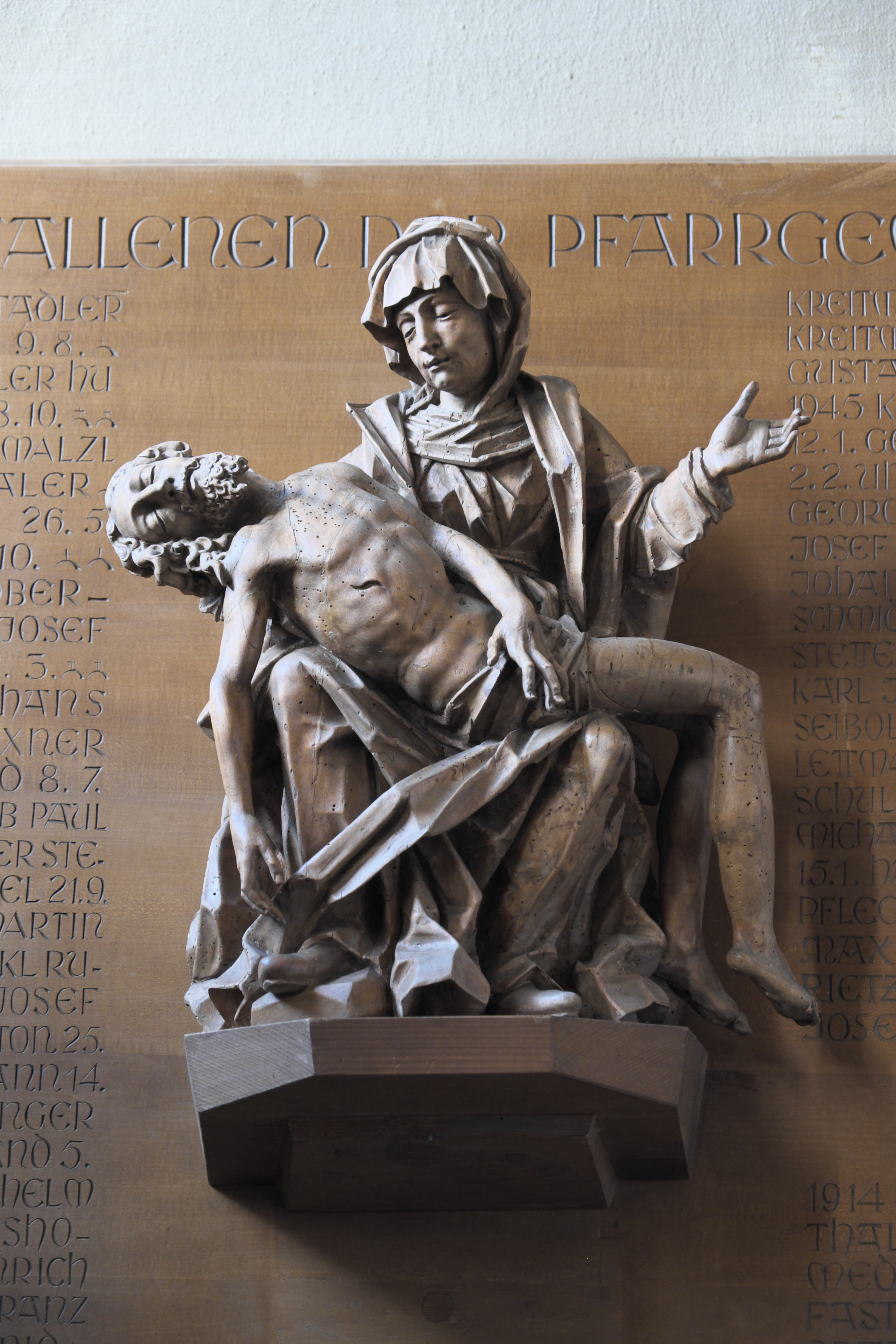
Pietà
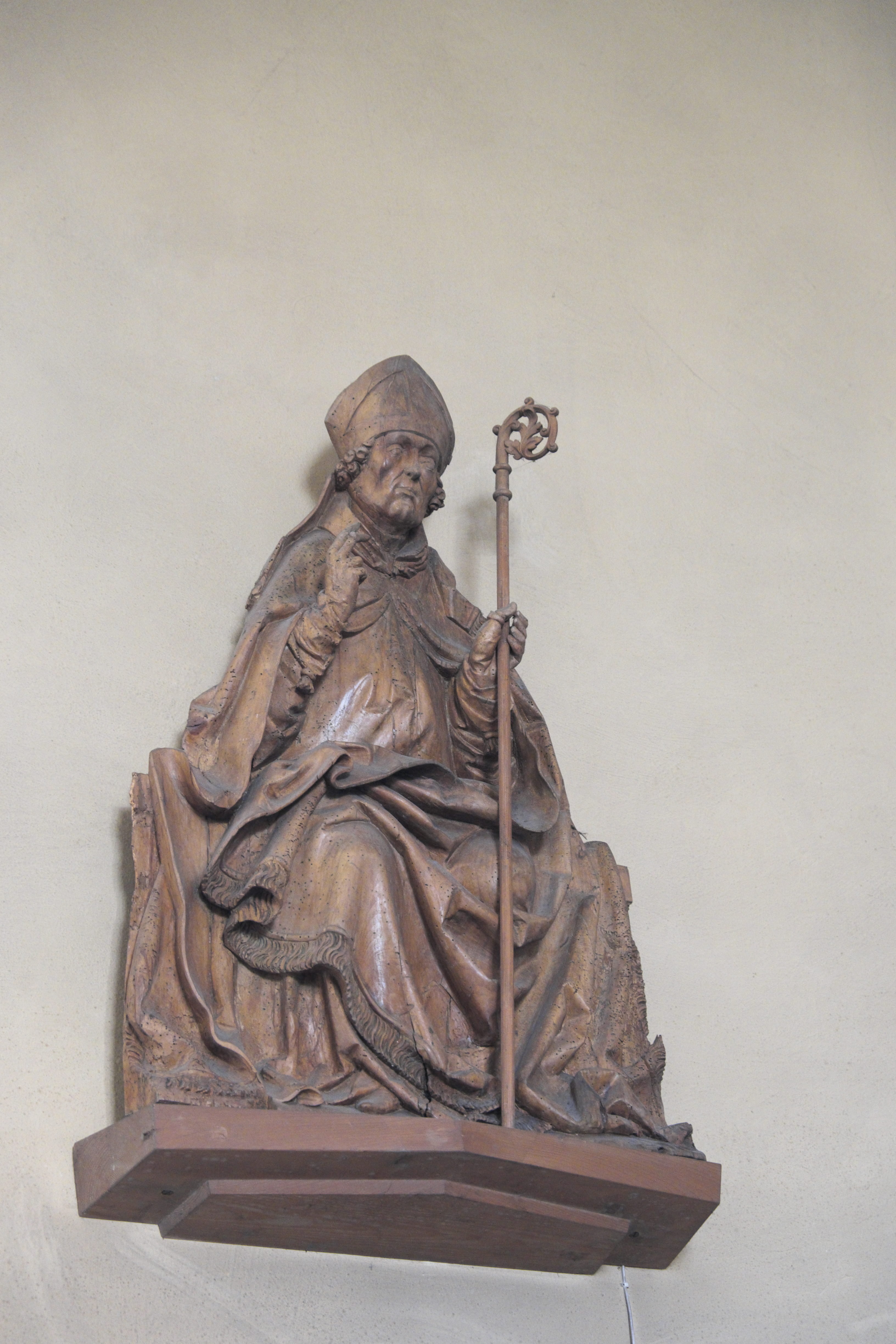
St. Valentin

## Glocken
Im Turm der alten St. Ulrichs-Kirche hängen drei Glocken, deren Läutemotiv das Te Deum ist. Sie wurde alle von Karl Czudnochowsky in Erding gegossen und hängen in einem stählernen Glockenstuhl. Die mittlere Glocke ist die älteste, sie wurde 1950 aus Euphon hergestellt. Die beiden anderen Glocken sind aus dem herkömmlichen Metall Bronze.
| Glocke | Gussjahr | Durchmesser | Gewicht | Schlagton | Inschrift                                                                         |
| ------ | -------- | ----------- | ------- | --------- | --------------------------------------------------------------------------------- |
| 1      | 1961     | 842 mm      | 344 kg  | b′+0      | ALLEIN GOTT IN DER HÖH SEI EHRE UND DANK FÜR SEINE GNADE! GLOCKENGIESSEREI ERDING |
| 2      | 1950     | 700 mm      | 168 kg  | des″+2    | UNBEFLECKT EMPFANGENE GOTTESMUTTER BITT‘ FÜR UNS                                  |
| 3      | 1961     | 638 mm      | 157 kg  | es″+0     | FÜR DEN FRIEDEN LÄUTE ICH                                                         |